# 指示馬力
指示馬力（しじばりき）とは、レシプロエンジンのシリンダー内において蒸気機関では蒸気がシリンダー内のピストンを、内燃機関では混合気が爆発してその膨張力でシリンダー内のピストンを押した力をインジケーターで測定し、これを基として計算するものを指示馬力と言いインジケーデッド・ホース・パワー（Indicated Horse Power）の頭文字をとってI.H.Pと略す。